# أغرونوم
أغرونوم (بالروسية: Агроном) هي مدينة في مقاطعة كراسنودار كراي في روسيا.